# Boos (Seine-Maritime)
Boos je francouzská obec v departementu Seine-Maritime v regionu Normandie. V roce 2009 zde žilo 3 168 obyvatel. Je centrem kantonu Boos.

## Geografie
Město zabývající se hlavně zemědělstvím a lehkým průmyslem leží asi 9,7 km jižně od Rouenu na křižovatce silnic D6014, D491 a D138. Letiště Rouen zabírá přibližně 25 % plochy území obce.